# Kiara Diane
Celeste Allen, née le 29 avril 1987  à Sunnyside dans l'État de Washington, est une actrice américaine de films pornographiques, connue surtout sous le pseudonyme Kiara Diane.

## Filmographie sélective
- 2009 : 
  - Her First Lesbian Sex 17
  - Girl's Guide to Girls
- 2010 : 
  - We Live Together.com 14
  - We Live Together.com 15
  - Hocus Pocus XX
- 2011 : 
  - We Live Together.com 20
  - Naughty Athletics 13
  - Molly's Life 8
- 2012 : 
  - We Live Together.com 22
  - Me and My Girlfriend 2
- 2013 : 
  - Glamour Solos 3
- " Georgia Jones: Charlie's Girl
- 2014 : 
  - Lesbian Slut Fest
  - Me and My Girlfriend 9
- 2015 : 
  - Creamy In The Middle 4
  - Romantic Getaways
- 2016 : 
  - Cock Craving Teens 2
  - This Isn't Taxi... a XX Parody

## Distinctions
Récompenses
- 2012 : Galaxy Award de la Best Girl-Girl Scene (North America), dans Naughty Athletics 13 (avec Celeste Star)[1] ;
- juillet 2011 : elle est la Penthouse Pet du mois.

Nominations
- 2011 : AVN Award de la Best All-Girl Group Sex Scene, dans Hocus Pocus XX (avec Audrey Hollander, Eva Angelina, Madelyn Marie, Nikki Benz et Sunny Leone) ;
- 2010 : XBIZ Awards
  - de la New Starlet of the Year ;
  - de la Best New Starlet.